# Економски факултет Универзитета Црне Горе
Економски факултет Универзитета Црне Горе је високообразовна установа смештена у Подгорици и део је Универзитета Црне Горе.

## Историјат
Економски факултет у Подгорици основан је 1960. године, одлуком Народне скупштине Републике Црне Горе, донесене 31. маја. Факултет, који представља најстарију високошколску институцију у Црној Гори, првобитно се налазио у саставу Универзитета у Београду. Након формирања Универзитета „Вељко Влаховић“, априла 1974. године, Факултет је постао не само његов члан, већ и оснивач. Одмах након одлуке о оснивању Факултета формиран је и Савјет Економског факултета у чије чланство су ушли реномирани друштвено-политички радници, а чија је прва сједница одржана 31. октобра 1960. године.

## Састав
На основним студијама Економског факултета постоји осам смјерова:
- Предузетништво и бизнис
- Финансије
- Менаџмент
- Међународни бизнис
- Маркетинг
- Квантитативне методе у економији
- Информациони системи
- Економија јавне управе.

У оквиру Економског факултета постоји и двогодишња Пословна школа.